# Ивано-Казанка
Ивано-Казанка (баш. Иван-Казанка) — село в Иглинском районе Башкортостана, административный центр Ивано-Казанского сельсовета.

## Географическое положение
Расстояние до:
- районного центра (Иглино): 30 км,
- ближайшей ж/д станции (Иглино): 30 км.

## История
Починок Ивано-Казанка основан в 1885 г. чувашскими переселенцами. До переселения они жили в Казанской губернии Цивильского уезда. Из-за недоразумения, возникшего при покупке земли, в этом же году произошла судебная тяжба между крестьянами и местным помещиком Н.А. Заварицким, по результатам которой крестьянам было предписано выплатить за землю крупную сумму денег. По приезде чиновников, которые должны были взыскать деньги, часть крестьян были вынуждены бежать и укрыться у другого местного помещика Д.А. Курчеева. Он устроил крестьян на водяную мельницу, в своё подворье.
Оставшиеся крестьяне вторично купили землю. Супруга Заварицкого — Ирина Ильинична — приказала вернуть крестьянам часть тяговой силы, живность и инструменты, дабы спасти крестьян.

В опубликованной через 14 лет после переселения в «Сборнике статистических сведений по Уфимской губернии» записи указано:
«Починок Ивановский – Казанский, Красно – Юрмашеское товарищество в 21 двор, чувашского населения 100 человек мужского и 96 женского, находятся  в 35 верстах от уездного города, 20 верстах волостного управления и в 15 верстах от пункта сбыта сельскохозяйственных продуктов и церкви. Земли пахотной 106, покоса 5, леса 15 – десятин» 

## Население
| 2002 | 2009 | 2010 |
| ---- | ---- | ---- |
| 430  | ↗455 | ↘421 |

Национальный состав
Согласно переписи 2002 года, преобладающая национальность — чуваши (87 %).

## Культура
- Библиотека
- Школа[6]
- Детский сад
- Почта

## Религия
В селе есть православная церковь Марии Магдалины, построенная в 2008-2010 годах.